# Eritrean Airlines
Eritrean Airlines — национальная авиакомпания Государства Эритрея со штаб-квартирой в Асмэре, владельцем которой является эритрейское правительство. Регулярное обслуживание было прекращено с 2008 года, и авиакомпания выполняла всего несколько рейсов на хадж каждый год. Авиакомпания была перезапущена под новым руководством в 2011 году.
С декабря 2012 года Eritrean Airlines входит в список авиакомпаний, которым запрещено приземляться и летать над воздушным пространством стран Европейского Союза.

## История
Авиакомпания была основана в мае 1991 года, первоначальными функциями которой было обслуживание в аэропорту Асмэры, а также в Ассабе и Массаве. В мае 2002 года руководство решило расширить свою деятельность на пассажирские авиаперевозки. Первый пассажирский полёт состоялся в мае 2003 года рейсом Асмэра — Амстердам на 14-летнем Boeing 767-300ER бывшим бортом авиакомпании EgyptAir.

### Санкции ЕС
Начиная с декабря 2012 года авиакомпания числится в списке, чьим самолётам запрещено заходить на посадку и летать в воздушном пространстве Евросоюза. По состоянию на 2020 год, компания до сих пор находится в списке запрещённых авиакомпаний ЕС.

## Направления
По состоянию на январь 2020 года, эритрейцы запланировали рейсы по четырём направлениям: Каир, Аддис-Абеба, Хартум и Джидда:
| Страна                        | Город        | Аэропорт                                        | Замечания  |
| ----------------------------- | ------------ | ----------------------------------------------- | ---------- |
| Египет                        | Каир         | Каир (аэропорт)                                 |            |
| Эфиопия                       | Аддис-Абеба  | Боле (аэропорт)                                 |            |
| Эритрея                       | Асмэра       | Асмэра (аэропорт)                               |            |
| Нигерия                       | Кано         | Международный аэропорт имени Маллама Амину Кано |            |
| Пакистан                      | Карачи       | Джинна (аэропорт)                               | Прекращено |
| Пакистан                      | Лахор        | Лахор (аэропорт)                                | Прекращено |
| Саудовская Аравия             | Джидда       | Король Абдул-Азиз (аэропорт)                    | —          |
| ЮАР                           | Кейптаун     | Кейптаун (аэропорт)                             | Прекращено |
| ЮАР                           | Йоханнесбург | Международный аэропорт имени О. Р. Тамбо        | Прекращено |
| Судан                         | Хартум       | Хартум (аэропорт)                               | —          |
| Судан                         | Порт-Судан   | Порт Судан (аэропорт)                           | Прекращено |
| Объединённые Арабские Эмираты | Дубай        | Международный аэропорт Дубай                    | —          |

## Флот
Флот эритрейских авиалиний в июле 2020 года состоит из Boeing 737-300. Также сообщается, что у Эритреи есть шесть самолётов Dornier, которые хранятся в Эритрее.